# Liste der Biografien/Pob
Liste der Biografien |
Portal Biografien |
Personensuche
# |
A |
B |
C |
D |
E |
F |
G |
H |
I |
J |
K |
L |
M |
N |
O |
P |
Q |
R |
S |
T |
U |
V |
W |
X |
Y |
Z |
?
 
Pa |
Pc |
Pe |
Pf |
Ph |
Pi |
Pj |
Pk |
Pl |
Pm |
Pn |
Po |
Pr |
Ps |
Pt |
Pu |
Pv |
Pw |
Py
 
Poa |
Pob |
Poc |
Pod |
Poe |
Pof |
Pog |
Poh |
Poi |
Poj |
Pok |
Pol |
Pom |
Pon |
Poo |
Pop |
Por |
Pos |
Pot |
Pou |
Pov |
Pow |
Pox |
Poy |
Poz
Die Liste der Biografien führt alle Personen auf, die in der deutschsprachigen Wikipedia einen Artikel haben. Dieses ist eine Teilliste mit 31 Einträgen von Personen, deren Namen mit den Buchstaben „Pob“ beginnt.

## Pob

### Poba
- Pobal, Mikalaj (* 1984), belarussischer Pokerspieler
- Pobanz, Katja (* 1974), deutsche Dreispringerin

### Pobe
- Pobé, Marcel (1907–1967), Schweizer Schriftsteller, Übersetzer und Literaturwissenschaftler
- Pobedonoszew, Juri Alexandrowitsch (1907–1973), sowjetischer Raumfahrtingenieur und Hochschullehrer
- Pobedonoszew, Konstantin Petrowitsch (1827–1907), russischer Jurist, Staatsbeamter, Denker und PublizistKonstantin Petrowitsch Pobedonoszew (1827–1907)

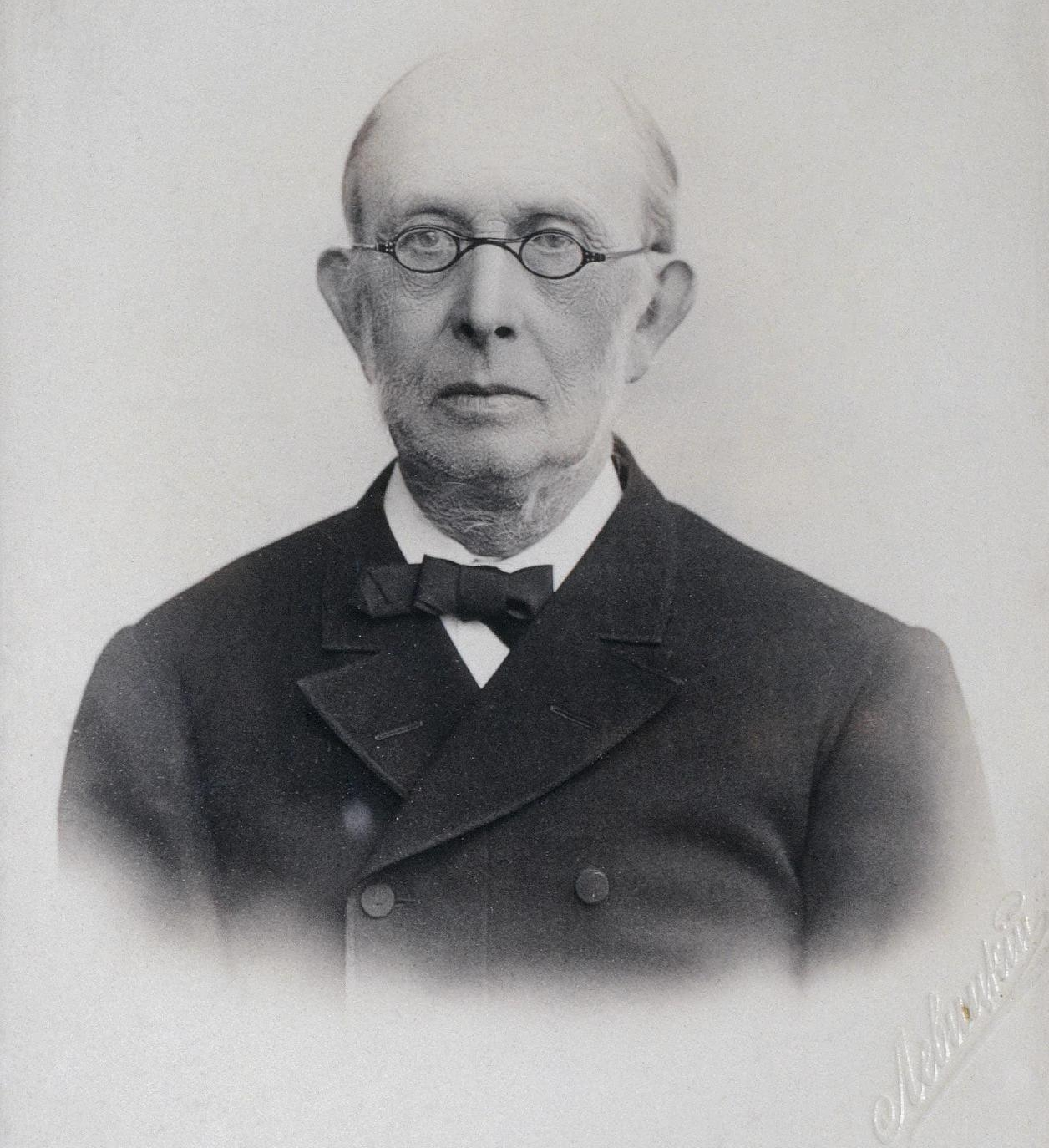
Konstantin Petrowitsch Pobedonoszew (1827–1907)

- Pobega, Tommaso (* 1999), italienischer Fußballspieler
- Pøbel, norwegischer Künstler
- Pöbel MC, deutscher Hip-Hop-Musiker
- Pobell, Frank (* 1937), deutscher Physiker
- Poberejsky, Michel (1930–2012), französischer Rennfahrer
- Poberezny, Paul Howard (1921–2013), US-amerikanischer Pilot und Flugzeugkonstrukteur
- Poberezny, Tom (1946–2022), US-amerikanischer Kunstflugpilot und Geschäftsmann
- Pobering, Hermann (1930–1955), deutscher Politiker (DBD), MdV

### Pobi
- Pobitschka, Robert, österreichischer Komponist und Pianist
- Pobitschka, Viola (* 1982), deutsche Theater- und Filmschauspielerin
- Pobitzer, Klaus (* 1971), italienischer Künstler (Südtirol)

### Pobj
- Pobjedonoszew, Oleksandr (* 1981), ukrainischer Eishockeyspieler

### Pobl
- Pobladura, Melchor de (1904–1983), spanischer römisch-katholischer Ordenspriester
- Poblet, Miguel (1928–2013), spanischer Radrennfahrer
- Poblete, Carlos (* 1963), chilenischer Fußballspieler und -trainer
- Poblete, Olga (1908–1999), chilenische Historikerin, Hochschullehrerin und Frauenrechtlerin
- Poblicius, Lucius, italischer Legionär
- Poblicola Priscus, Lucius, römischer Suffektkonsul (145)
- Poblome, Marcel (1921–2009), französischer Fußballspieler
- Poblotzki, Siegfried (1917–1997), deutscher Drogist, Kfz-Elektriker, Künstler und Heimatforscher

### Pobo
- Poboinyi, Roman (* 1990), ukrainischer Opernsänger (Tenor)
- Poboráková, Alena, tschechische Badmintonspielerin
- Poborský, Karel (* 1972), tschechischer FußballspielerKarel Poborský (* 1972)

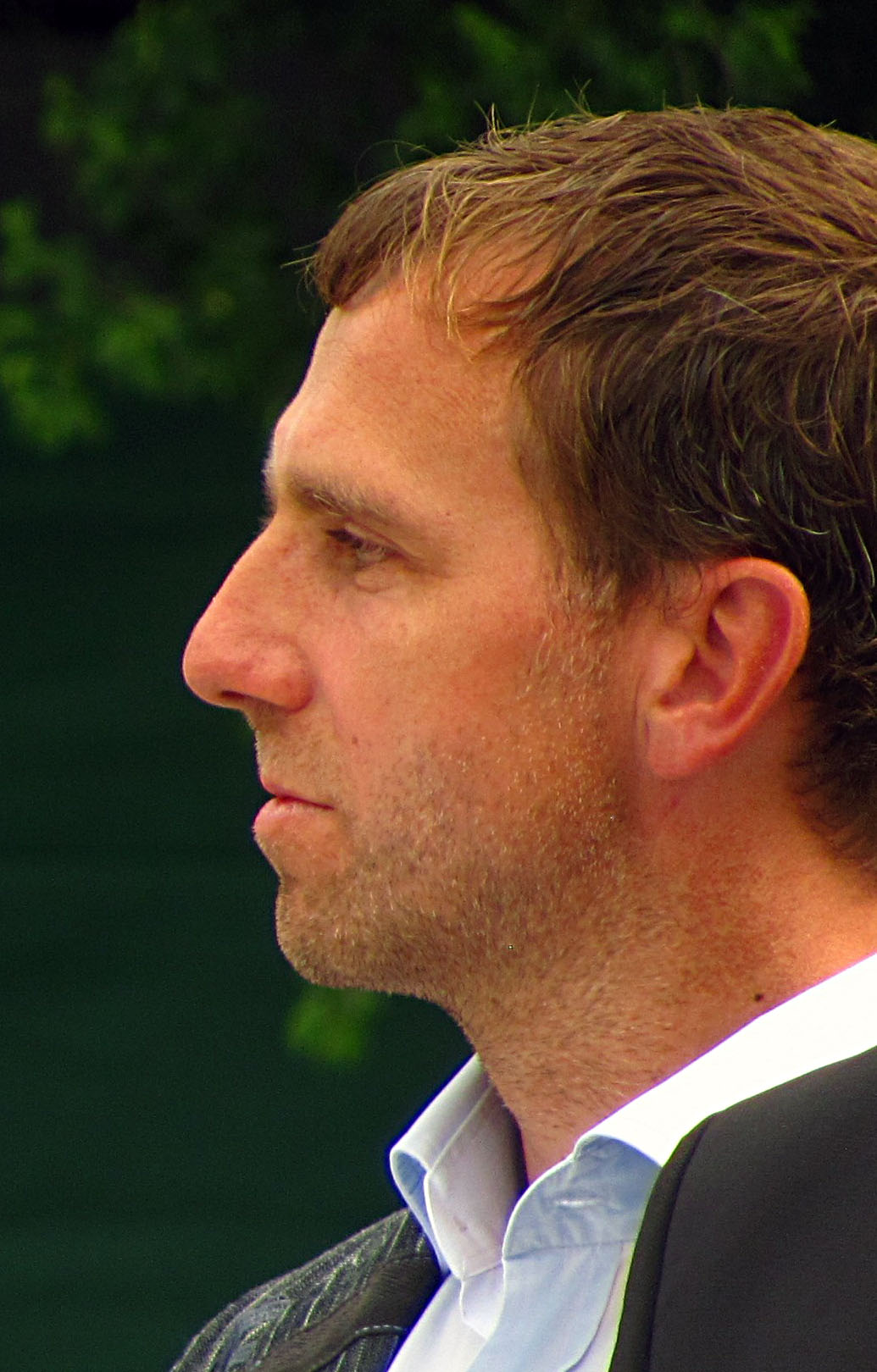
Karel Poborský (* 1972)

- Pobot, Sebastian (* 1973), deutscher Verleger, Komponist sowie Produzent von Musik, Soundtracks, Hörspielen und Hörbüchern

### Pobp
- Pobprasert, Sasom (* 1967), thailändischer Fußballspieler

### Pobr
- Pobric, Mika (* 2007), deutsch-bosnischer Fußballspieler